# رأسمالية سلطوية

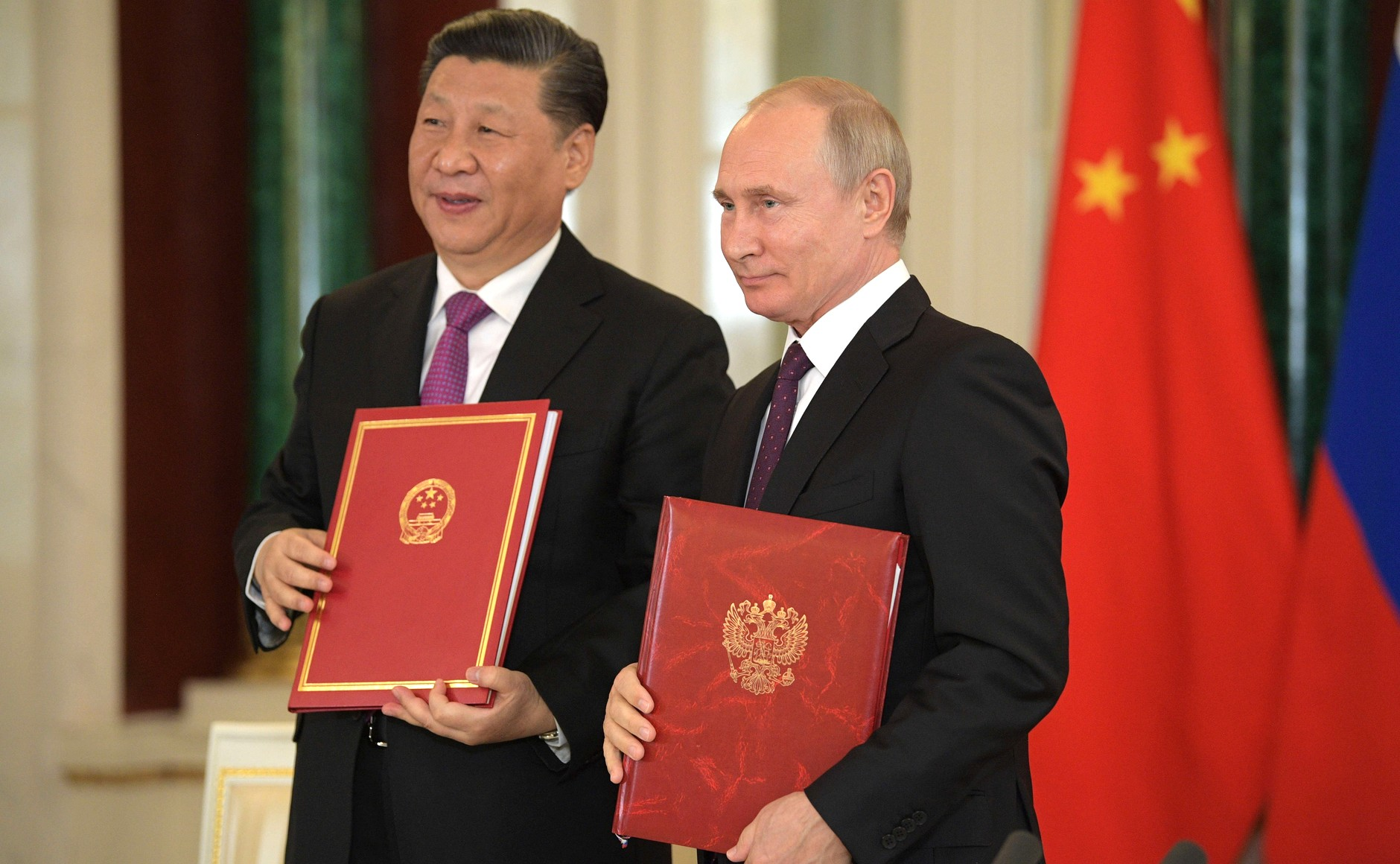
ووقع فلاديمير بوتين وشي جين بينغ على بيان مشترك بشأن تنمية الشراكات الشاملة والتعاون الاستراتيجي ودخول عصر جديد، فضلا عن بيان مشترك حول تعزيز الاستقرار الاستراتيجي العالمي في العصر الحديث.

الرأسمالية السلطوية (بالإنجليزية: Authoritarian capitalism) أو الرأسمالية غير الليبرالية (بالإنجليزية: Illiberal capitalism)، هي نظام اقتصادي يربط بين اقتصاد السوق الرأسمالي وحكومة سلطوية. بارتباطه وتداخله مع رأسمالية الدولة، فإنه يُعد نظامًا تقوم فيه الدولة بالنشاط التجاري الكامل، إذ تجمع الرأسمالية السلطوية بين الملكية الخاصة وعمل قوى السوق مع قمع المعارضة وإطلاق القيود على حرية التعبير، إما من خلال عدم إجراء انتخابات أو تطبيق نظام انتخابي مع حزب سياسي مهيمن واحد.
تشمل البلدان التي يُشار إليها عادةً بأنها دول رأسمالية سلطوية الصين منذ الإصلاحات الاقتصادية، والمجر تحت حكم فيكتور أوربان، وروسيا تحت حكم فلاديمير بوتين، وتشيلي تحت حكم أوغستو بينوشيه، وسنغافورة تحت حكم لي كوان يو، وتركيا تحت حكم رجب طيب أردوغان، فضلًا عن الأنظمة الفاشية والدكتاتوريات العسكرية أثناء الحرب الباردة. وصفت ألمانيا النازية بأنها رأسمالية سلطوية وخاصة فيما يتعلق بسياستها في مجال الخصخصة في ثلاثينيات القرن العشرين.
يختلف العلماء السياسيون حول استدامة نظام الرأسمالية السلطوية في الأمد البعيد، مع الحجج المؤيدة والمعارضة على حد سواء لقدرة القمع السياسي على البقاء بشكل قوي إلى جانب نظام السوق الحر الاقتصادي الرأسمالي.

## التاريخ

### التطور الأولي
باعتباره نموذجًا اقتصاديًا سياسيًا، فإن نظام الرأسمالية السلطوية لا يُعدّ حديث العهد. وعلى مر التاريخ، تشمل أمثلة الرأسمالية السلطوية حكم مانويل إسترادا كابريرا وخورخي أوبيكو ذ كاستانيدا في غواتيمالا، وحكم أوغستو بينوشيه في شيلي، والنظام الجديد لسوهارتو في إندونيسيا، والإدارة المبكرة لحزب العمل الشعبي في سنغافورة. أثناء الحرب العالمية الأولى، كان الانقسام الإيديولوجي بين الأنظمة السلطوية والليبرالية أقل وضوحًا إلى حد كبير إذ كان كل منهما متلائمًا مع النماذج الاقتصادية الرأسمالية. وعلاوة على ذلك، وصفت دول المحور في الحرب العالمية الثانية بأنها تمتلك أنظمة اقتصادية رأسمالية، وتعمل كأمثلة على التطورات المبكرة للرأسمالية السلطوية.
منذ نهاية الحرب العالمية الثانية، ظهرت أنظمة رأسمالية سلطوية مختلفة وتطورت ثم تحولت إلى نموذج رأسمالي ليبرالي عبر شرق آسيا وجنوب أوروبا وأمريكا اللاتينية. وقد قيل إن تغيير هذه الأنظمة المبكرة كان في الغالب بسبب هيمنة البلدان الرأسمالية الليبرالية، مثل الولايات المتحدة مقابل التحول الطبيعي، ما يُشير إلى أن الأنظمة الرأسمالية السلطوية الحديثة قد تزيد من تطور النظام.

### الظهور الجديد
بوصفه نظامًا غير معروف نسبيًا وذلك بسبب فشل النظام السلطوي داخل مفهوم العالم الأول خلال الحرب الباردة، ومع تحول بلدان استبدادية مثل الصين وروسيا إلى نماذج اقتصادية رأسمالية، كان من المُعتقد في البداية أن التحول إلى نموذج رأسمالي من شأنه أن يؤدي إلى تشكيل ديمقراطية ليبرالية داخل البلدان السلطوية، وقد أدى استمرار وجود نماذج رأسمالية سلطوية إلى انخفاض شعبية هذا الرأي بشكل عام. وعلاوة على ذلك، زعم البعض أن الحكومات السلطوية، من خلال استخدام النماذج الاقتصادية الرأسمالية، أدت إلى تحسين استقرار أنظمتها من خلال تحسين حياة مواطنتها. أوضح روبرت كاغان ذلك بقوله: «ليس هناك شك في أن الصين تُمثل نموذجًا جذابًا للحكام السلطويين الذين يرغبون في متابعة النمو الاقتصادي دون فقدان السيطرة على أدوات السلطة».
فضلًا عن ذلك، شهدت الأنظمة الرأسمالية السلطوية نموًا ملحوظًا في إنتاجها الاقتصادي، وقد ذكر صندوق النقد الدولي أن البلدان الرأسمالية السلطوية شهدت معدل نمو في الناتج المحلي الإجمالي بلغ في المتوسط 6.28% مقارنة بنسبة 2.62% من البلدان الرأسمالية الليبرالية. وبالإضافة إلى ذلك، زعم كثيرون أن عجز الرأسمالية الليبرالية، إلى جانب الأزمة المالية العالمية والاستجابة البطيئة من جانب حكومة الولايات المتحدة، عن الاستجابة السريعة للأزمات مقارنة بالمزيد من الأنظمة السلطوية، قد أصبح أمرًا واضحًا جدًا. والواقع أن الكثيرين يزعمون أن الرأسمالية السلطوية والرأسمالية الليبرالية قد تنافستا أو ستنافسان على النطاق العالمي.